# Zeriassa dubia
Zeriassa dubia es una especie de arácnido  del orden Solifugae de la familia Solpugidae.

## Distribución geográfica
Se encuentra en Somalia.